# Zbiórka (harcerstwo)
Zbiórka – spotkanie o tematyce harcerskiej trwające 1–4h (czasem kilka dni) jednej z jednostek organizacyjnych np. zastępu, drużyny, szczepu lub hufca.

Zbiórka ma określony plan stworzony przez harcerza prowadzącego zbiórkę najczęściej, jest to zastępowy w przypadku zbiórki zastępu, drużynowy w przypadku zbiórki drużyny itd. lub też harcerz przez nich wyznaczony np. podzastępowy lub przyboczny. Zbiórka powinna rozpocząć się obrzędowym przywitaniem po którym następuje główny temat zbiórki.

## Najczęstsze formy zbiórki
- gra terenowa – która ma na celu nauczyć harcerzy jakieś umiejętności, pomóc w zaliczeniu sprawności itp.,
- ognisko obrzędowe
- podjęcie służby – przykładowo odwiedzenie domu dziecka

## Cykliczność zbiórek
- Zbiórki zastępów odbywają się najczęściej raz w tygodniu i trwają około 90-120 min.
- Zbiórki drużyny trwające kilka godzin lub też cały dzień powinno się przeprowadzać raz lub dwa razy na miesiąc.
- Zbiórki większych jednostek takich jak szczepu lub hufce przeprowadza się w zależności od potrzeby. Są to najczęściej zbiórki z okazji ważnych świąt narodowych, zbiórki alarmowe, zbiórki z okazji świąt danej jednostki (urodziny szczepu). Zbiórek takich powinno odbyć się w roku harcerskim co najmniej kilka[1].